# 陈谐
陈谐 （1984年—），女，中国物理学家，专攻凝聚态物理学和量子信息

## 生平
1984年出生。2002年毕业于南京外国语学校，因获得全国物理奥林匹克竞赛二等奖被保送至清华大学材料系，后转去物理系。2006年毕业于清华大学，后赴美留学，2012年获得麻省理工学院量子信息博士学位，师从文小刚和艾萨克·庄。2012年至2014年被选为米勒研究学者在加利福尼亚大学伯克利分校进行博士后工作，2014年进入加州理工学院担任助教，2017年升为副教授。

## 荣誉
- 基础物理学突破奖新视野物理学奖 (2020年)[5]
- 斯隆奖 (2017年)[6]
- 国家科学基金会CAREER奖 (2017年)[7]
- 米勒研究学者，加利福尼亚大学伯克利分校 (2012年)